# Пик, Мервин
Ме́рвин Ло́ренс Пик (англ. Mervyn Laurence Peake; 9 июля 1911[…], Guling, Jiujiang — 17 ноября 1968[…], Беркот, Оксфордшир) — английский писатель, поэт, драматург и художник.
Мервин Пик известен в первую очередь как автор трёх книг о Титусе Гроане, часто объединяемых названием «Горменгаст». Эти три книги — начало большого цикла, в котором М. Пик хотел рассказать историю Титуса Гроана от рождения до могилы. Преждевременная смерть автора не позволила завершить работу, и теперь многие считают «Горменгаст» трилогией. Романы Мервина Пика иногда сравнивают с произведениями его старшего современника Дж. Р. Р. Толкина, но на сюрреалистическое[неоднозначно] творчество М. Пика оказали влияние скорее Ч. Диккенс и Р. Л. Стивенсон.
Мервин Пик писал рассказы для детей и взрослых, театральные пьесы и радиопостановки, создал роман «Мистер Пай», сочинял стихи и поэтическую бессмыслицу.
М. Пик — блестящий художник и иллюстратор. Успех пришёл к нему в 1930—1940-е годы, когда он жил в Лондоне и получал заказы на портреты известных людей (собрание этих рисунков до сих пор хранят его наследники). Некоторые работы Мервина Пика находятся в Лондоне в собраниях Национальной портретной галереи и Имперского военного музея.

## Биография
Мервин Пик родился в семье британцев в китайской провинции Цзянси в 1911 году, за три месяца до революции, результатом которой стало образование Китайской республики. Его отец, Эрнест Кромвель Пик, был врачом британской миссионерской организации. Замкнутое, окружённое стенами пространство европейской зоны и строгие порядки британской школы, где учился Мервин, нашли отражение в образе замка Горменгаст. Контрасты между жизнью европейцев и китайцев, между богатыми и бедными в Китае также оказали сильное влияние на произведения М. Пика.
До возвращения семьи в Англию, в 1923 году, М. Пик учился в школе в Тяньцзине. Продолжил образование (1923—1929 гг.) в Лондоне в школе для детей миссионеров (Eltham College), где талант Мервина был замечен учителем английского языка Эриком Дрейком. Потом М. Пик учился в Кройдонской школе искусств и в училище при Королевской академии художеств, где начал рисовать маслом и написал первое длинное стихотворение. М. Пик впервые представил свои работы в Королевской академии художеств и на выставке в Сохо
в 1931 году.
В начале 1930-х годов М. Пик работал как художник в Лондоне, хотя некоторое время жил на острове Сарк близ Нормандии. Впервые он поехал туда в 1932 году, чтобы работать в основанной Эриком Дрейком «колонии» художников. В 1932 году М. Пик получил заказ на создание декораций и костюмов для пьесы «Из жизни насекомых». Его работу высоко оценила газета «Санди Таймс». В 1934 году участвовал в выставках художников Сарка в местной галерее, построенной Дрейком, и в галерее Кулинг в Лондоне. В 1935 году он выставлял свои работы в Королевской академии художеств и в галерее Легер в Лондоне.
М. Пик также начал преподавать рисование с натуры в Вестминстерской школе искусств. Там он познакомился со студенткой Мэв Гилмор, на которой женился в 1937 году. У них было трое детей: Себастьян (родился в 1940 г.), Фабиан (родился в 1942 г.) и Клэр (родилась в 1949 г.).
В 1938 г. с большим успехом прошла выставка картин Пика в одной из художественных галерей Лондона и вышла его первая книга «Капитан Тесак бросает якорь» (с иллюстрациями самого Пика). Это была детская книга о пиратах, основанная на повести, которую он написал около 1936 г. В декабре 1939 г. М. Пик получил заказ от издательства «Чатто и Виндус» на иллюстрации к детской книге «Верхом на лошадке и другие детские стишки», готовящейся к рождественской ярмарке 1940 г.
Когда разразилась Вторая мировая война, М. Пик попытался стать военным художником. Он задумал «Выставку художника Адольфа Гитлера», где картины ужасов войны с ироническими названиями представлялись как «произведения» нацистского фюрера. Хотя рисунки были куплены британским
Министерством информации, в военные художники Пика не приняли, он был призван в армию, где служил сначала в артиллерии, а затем в инженерных войсках. В армии не знали, что делать с таким солдатом. В это время М. Пик начал писать «Титуса Гроана».
В апреле 1942 г., после того как были отвергнуты все его прошения о назначении военным художником и об отпуске, во время которого он хотел изобразить военные разрушения в Лондоне, у Пика случился нервный срыв, и его отправили в госпиталь Саутпорта. Осенью 1942 г. Министерство информации наняло его рисовальщиком на полгода. Следующей весной его демобилизовали по инвалидности. В 1943 г. Пику было поручено изобразить работу бирмингемских стеклодувов, производящих катодные трубки для первых радарных установок.
Можно сказать, что следующие пять лет были самыми продуктивными в карьере Пика. Он завершил романы «Титус Гроан» и «Горменгаст» и блестяще проиллюстрировал книги других авторов, в том числе «Охоту на Снарка» и «Алису в Стране чудес»
Льюиса Кэрролла, поэму «Сказание о старом мореходе» Сэмюэла Тейлора Кольриджа, сказки братьев Гримм, притчу «Всё это, а также Бевин» Квентина Криспа и повесть «Странная история доктора Джекила и мистера Хайда» Роберта Льюиса Стивенсона. Он также создал множество стихов, рисунков и картин.
Сборник стихотворений «Рифмы без причины» вышел в 1944 г. и был назван английским критиком Джоном Бетджеманом выдающимся. В 1945 г., вскоре после окончания войны, журнал «Лидер» командировал М. Пика во Францию и Германию. Пик и писатель Том Покок (англ.) были в числе первых британских гражданских лиц, увидевших ужасы концлагеря Берген-Бельзен, где бывшие узники, безнадёжно больные, умирали у них на глазах. Пик сделал несколько зарисовок, но неудивительно, что он счёл увиденное слишком горьким. Свои сомнения в возможности изобразить страдания этих людей в картинах Пик выразил в глубоко эмоциональных стихотворениях.
В 1946 г. Пик с семьёй переехал на Сарк. Там он продолжил писать и иллюстрировать книги, а Мэв рисовала. В 1950 г. был опубликован роман «Горменгаст», тогда же семья вернулась в Англию и обосновалась в Смардене (англ.), в графстве Кент. М. Пик преподавал в Центральной школе искусств, начал комический роман «Мистер Пай» и снова увлёкся театром. В том же году умер отец Мервина, оставив сыну в наследство дом в Уоллингтоне (англ.), недалеко от Лондона. Роман «Мистер Пай» вышел в 1953 г., позже М. Пик превратил его в пьесу для радиотеатра. На радио Би-би-си прозвучали и другие его пьесы (в 1954 и 1956 годах).
В 1956 г. Мервин и Мэв съездили в Испанию. Деньги на поездку дал их друг, надеявшийся, что отдых поправит пошатнувшееся здоровье Мервина. В этом году был издан сборник «Иногда, никогда», куда наряду с произведениями Уильяма Голдинга и Джона Уиндема вошла повесть Пика «Мальчик во мгле». 18 декабря 1956 г. на Би-би-си прозвучала радиопьеса
М. Пика «Глаз очевидца» (позже переработанная в «Голос одного»), повествующая о художнике-авангардисте, которому заказывают церковную фреску.
М. Пик возлагал большие надежды на пьесу «Умение свататься», которая в конце концов была поставлена в Вест-Энде в 1957 году, но не понравилась ни зрителям, ни критикам. Это сильно огорчило Пика, его здоровье резко ухудшилось, и он снова попал в больницу из-за нервного срыва.
У Пика были явные признаки болезни Паркинсона. Врачи применили электрошоковую терапию, но она не принесла почти
никакой пользы. Мервин Пик стал терять способность быстро и уверенно рисовать, но с помощью жены ещё некоторое время мог делать зарисовки. Среди его последних завершённых работ были иллюстрации к «Озорным рассказам» Бальзака (1961 г.) и к собственным «Стихам падающей бомбы» (1962 г.), написанным 15 годами ранее.
Роман «Одиночество Титуса» вышел в 1959 г. В 1970 г. Лангдон Джонс переработал его, чтобы устранить очевидные нестыковки, которые появились из-за небрежного издательского редактирования.
Мервин Пик умер в ноябре 1968 г. После смерти писателя его произведения, в частности книги о Горменгасте, получили гораздо большую известность. Они переведены на многие языки мира.
Внука Мервина Пика назвали Титусом в честь главного героя книг о Горменгасте.
При жизни М. Пика вышли четыре сборника его стихотворений:
- «Образы и звуки» (1941 г.),
- «Стеклодувы» (1950 г.),
- «Стихотворения и рисунки» (1965 г.),
- «Мечтания скелета» (1967 г.).

После его смерти были опубликованы ещё несколько сборников.

### Иллюстрации к книгам
- М. Пик, «Капитан Тесак бросает якорь» (M. Peake, Captain Slaughterboard Drops Anchor. Country Life, 1939)
- «Верхом на лошадке и другие детские стишки» (Ride a Cock Horse and Other Nursery Rhymes. Chatto & Windus, 1940)
- Л. Кэрролл, «Охота на Снарка» (L. Carroll, Hunting of the Snark)
- Л. Кэрролл, «Алиса в Стране чудес» (L. Carroll, Alice in Wonderland)
- С. Т. Кольридж, «Сказание о старом мореходе» (S. T. Coleridge, The Rime of the Ancient Mariner)
- Братья Гримм, «Домашние сказки» (Brothers Grimm, Household Tales)
- К. Крисп, «Всё это, а также Бевин» (Q. Crisp, All This and Bevin Too)
- Р. Л. Стивенсон, «Странная история доктора Джекила и мистера Хайда» (R. L. Stevenson, Dr Jekyll and Mr Hyde)
- Р. Л. Стивенсон, «Остров сокровищ» (R. L. Stevenson, Treasure Island)
- О. де Бальзак, «Озорные рассказы» (H. de Balzac Droll Stories. Folio Society, 1961)
- М. Пик, «Стихи падающей бомбы» (M. Peake, The Rhyme of the Flying Bomb, 1962)